# Abel Baer
Abel Baer, född 16 mars 1893 i Baltimore, Maryland, USA, död 5 oktober 1976 i New York, amerikansk kompositör. Under första världskriget lär han ha tjänstgjort i amerikanska flygvapnet.